# Intermezzo II
Albums de Satyricon
Megiddo
(1997) Rebel Extravaganza
(1999)
Intermezzo II est un EP du groupe de black metal symphonique norvégien Satyricon. L'album est sorti en 1999 sous le label Nuclear Blast Records.
L'EP est composé de deux nouveaux titres, d'un titre refait et d'une reprise du groupe Sarcofago.

## Musiciens
- Satyr - Chant, Guitare, Basse, Claviers
- Frost - Batterie

## Liste des titres
1. A Moment of Clarity – 6:40
2. I.N.R.I. – 2:10 (reprise de Sarcofago)
3. Nemesis Divina – 5:15
4. Blessed from Below: Melancholy/Oppression/Longing – 6:03